# Parque Portugal
O Parque Portugal (conhecido popularmente como Lagoa do Taquaral ou Parque Taquaral) é um parque no bairro do Taquaral, na Região Leste de Campinas, no estado de São Paulo, no Brasil. É o parque mais famoso da cidade. Junto com o Lago do Café e a Praça Arautos da Paz, forma a mais importante zona de lazer da cidade. O parque recebe diariamente milhares de pessoas, entre moradores da cidade e turistas, principalmente aos finais de semana. No verão, o parque chega a receber 50 000 visitantes em uma semana[carece de fontes?].
Dentre as atrações do parque, destacam-se sua grande lagoa, uma réplica da Caravela Anunciação, uma linha de bonde elétrico e uma concha acústica, além de pista de saibro para caminhada, ciclovia, cartódromo, quadras de futebol, basquete, vôlei e hóquei e uma ampla área verde. Aos domingos, entre 6 e 13 horas, a avenida ao redor do parque é fechada para veículos, ficando destinada ao ciclismo e lazer.

## História

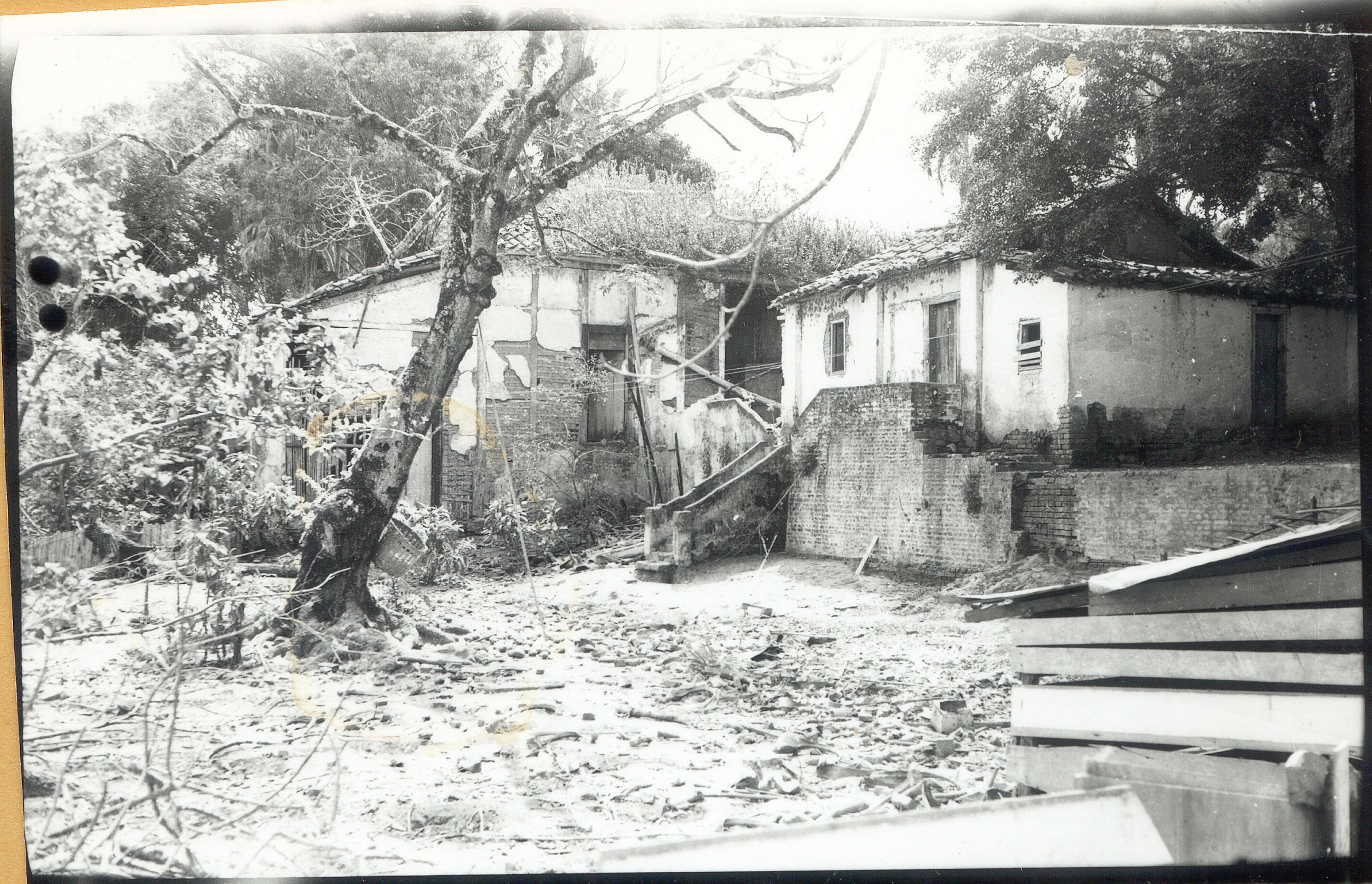
Sede da Fazenda Taquaral (1970)

O local era parte integrante da antiga Fazenda Taquaral; foi cedido à Prefeitura Municipal em 1950, quando recebeu o nome de Parque Portugal, em homenagem à grande comunidade lusitana de Campinas (lei 356, de 14 de julho de 1950). O entorno da lagoa permaneceu praticamente abandonado até 1969, quando o prefeito Orestes Quércia aprovou o projeto de construção de um grande complexo de lazer no local.
O projeto incluía um ginásio de esportes, balneário, estacionamentos, área de piquenique e a atração maior: uma réplica da Caravela Anunciação, de Pedro Álvares Cabral. O parque foi oficialmente inaugurado em 5 de novembro de 1972.
No ano de 2007 foi eleito pelo jornal Correio Popular e página de Internet Cosmo OnLine como umas das 7 maravilhas de Campinas.

Em 2008, a caravela afundou, devido à falta de manutenção e às chuvas torrenciais que atingiram-na neste ano.

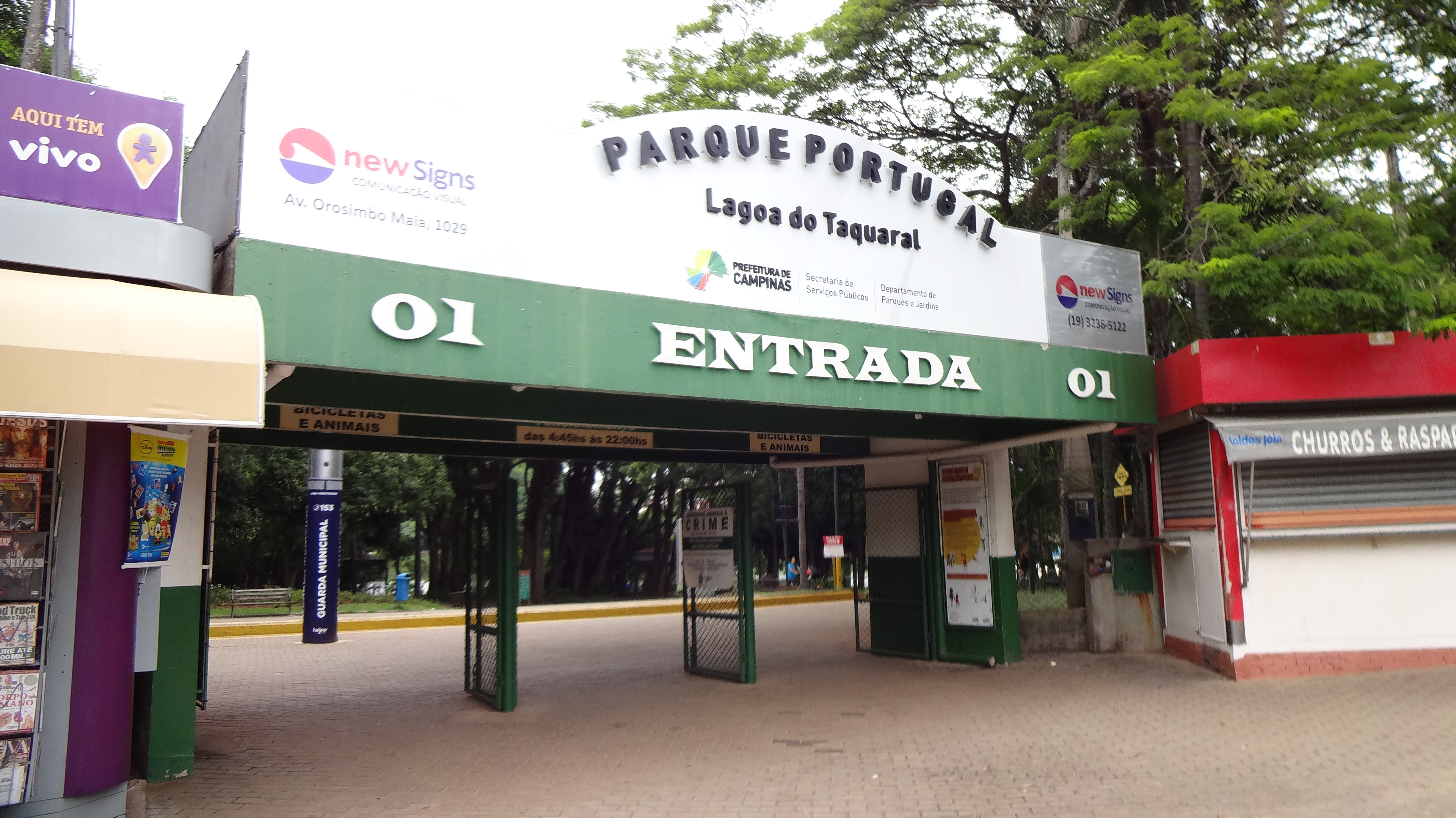
Entrada principal do parque.

Em setembro de 2014, foi concluída a restauração da caravela após 15 meses de trabalho. A réplica da embarcação de Pedro Álvares Cabral não retornou à água, permanecendo aberta para visitação às margens da lagoa em um deque de madeira. O custo da obra foi de 960 mil reais.
Em 2016, após atrasos,  foi realizado o desassoreamento da Lagoa Isaura Teles Alves de Lima. O trabalho foi realizado em parceria com o Departamento de Águas e Energia (Daee). O Estado investiu R$ 1 milhão e a Prefeitura R$ 4 milhões para o transporte do material. O último desassoreamento total da Lagoa do Taquaral aconteceu em 1986.

## Atrações do Parque
- Lagoa Isaura Teles Alves de Lima, conhecida popularmente como Lagoa do Taquaral. Entre as atrações da lago está o famoso pedalinho e também um chafariz.

- Planetário de Campinas: inaugurado em 28 de outubro de 1987, é fruto de um convênio entre a Secretaria Municipal de Cultural e a Universidade Estadual de Campinas. Possui um equipamento modelo ZKP-2 da marca alemã Zeiss. O prédio tem a forma de uma pirâmide. Em seu interior, há uma cúpula semiesférica com 8 metros de diâmetro onde são feitas as projeções.

- Bonde Elétrico: o parque possui uma linha ferroviária com 3 km de extensão onde circulam 4 bondes elétricos modelo "cara-dura", que foram utilizados no sistema de transporte público da cidade entre 1912 e 1968. É um dos primeiros bondes turísticos do Brasil. A rede elétrica é alimentada por uma tensão de 600 volts; os bondes são de fabricação americana, das marcas General Electric e White Westinghouse, fabricados entre 1895 e 1905.

- Concha Acústica (Auditório Beethoven): é uma réplica da concha do Parque de Lincoln, em Nova Iorque, nos Estados Unidos. Inaugurada em 11 de dezembro de 1976, possui um palco de 140 metros quadrados, envolvido por uma laje de concreto em forma de concha com 14 metros de altura. O auditório tem capacidade para abrigar até 2 000 pessoas.

- Réplica da Caravela Anunciação: réplica da nau de Pedro Álvares Cabral. A visitação é aberta aos sábados, domingos e feriados da 8h às 12h e das 14h às 18h. Durante a semana ficará disponível para atender a agendamento de escolas.[7]

- Biblioteca Guy-Christian Collet: é o maior centro de estudos da América Latina sobre cavernas, com um acervo de 10 mil revistas, 1,5 mil livros e 1 mil mapas.[8]

- Ginásio de Esportes: inaugurado em 1960 o Ginásio de Esportes Engenheiro Alberto Jordano Pereira Ribeiro é utilizado para a prática de voleibol. Desde 2010, recebe jogos da Superliga Brasileira de Voleibol Masculino e em 2011 foi palco do Torneio Internacional Juvenil de Voleibol Feminino.[9] É casa do Brasil Vôlei Clube e foi local onde o Campinas Voleibol Clube mandava seus jogos.[10]

- Balneário Municipal Marlene Porto, com 3 três piscinas abertas ao público: uma grande, uma média e uma infantil; além de sala de ginástica e vestiários.[11]

- Complexo Esportivo: existem diversas opções para quem deseja praticar esportes no parque, entre elas estão quadras poliesportivas, campos de futebol, pista de skate, pista de patinação, quadras de tênis e também uma academia de musculação. Porém a maior demanda do parque é a pista de terra com 2,75 km de percurso para corridas e caminhadas.[12][13]

- Museu dos Esportes‎: inaugurado em 2016 o Museu dos Esportes José Roberto Xidieh Piantoni é um museu dedicado a história do esporte da cidade de Campinas. Possuí cerca de 240 peças do acervo da Secretaria de Esportes e Lazer, além de objetos importantes de acervos de clubes da cidade.[14]

## Galeria de Fotos

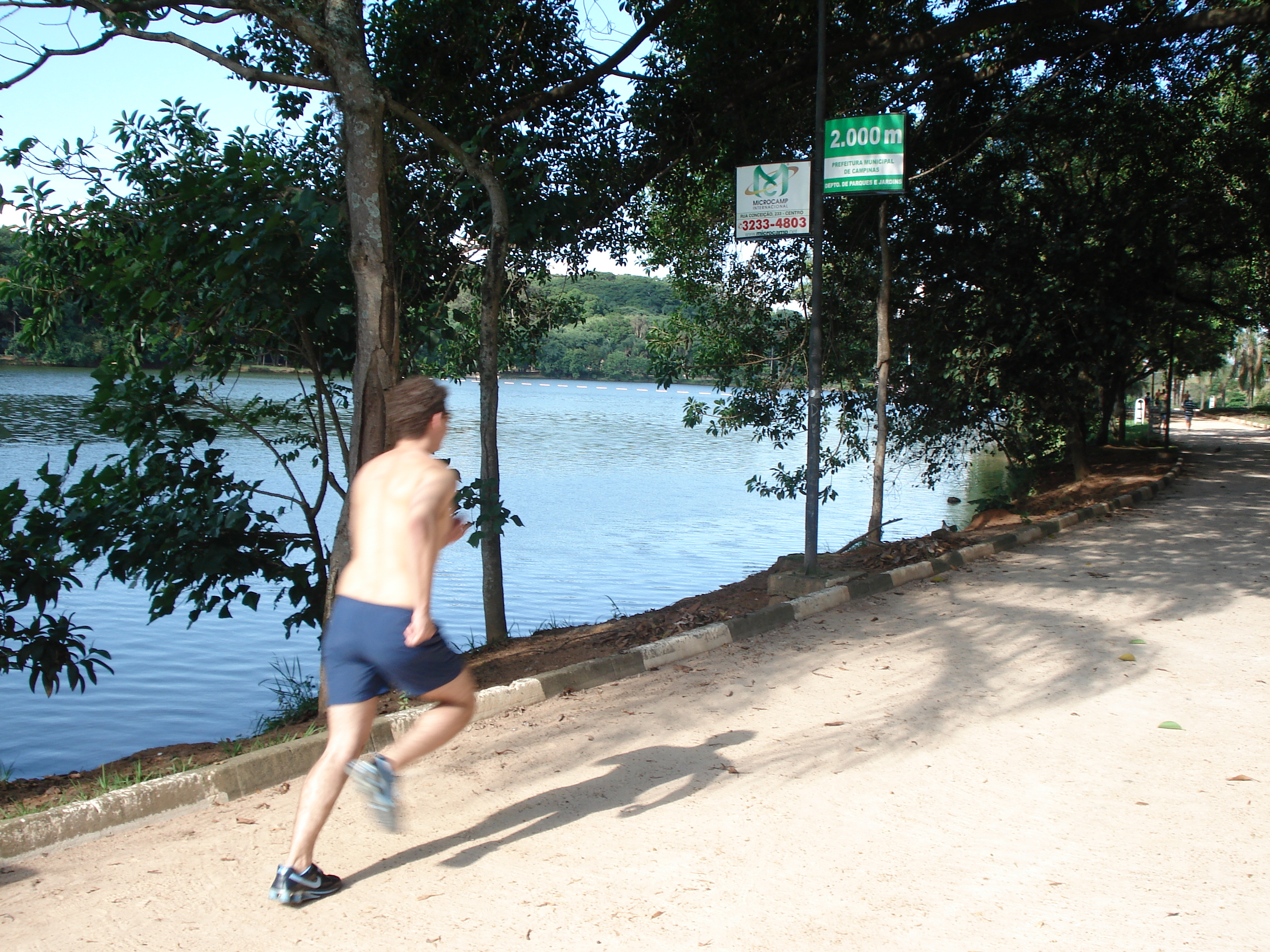
Pista de corrida e caminhada em volta da lagoa.
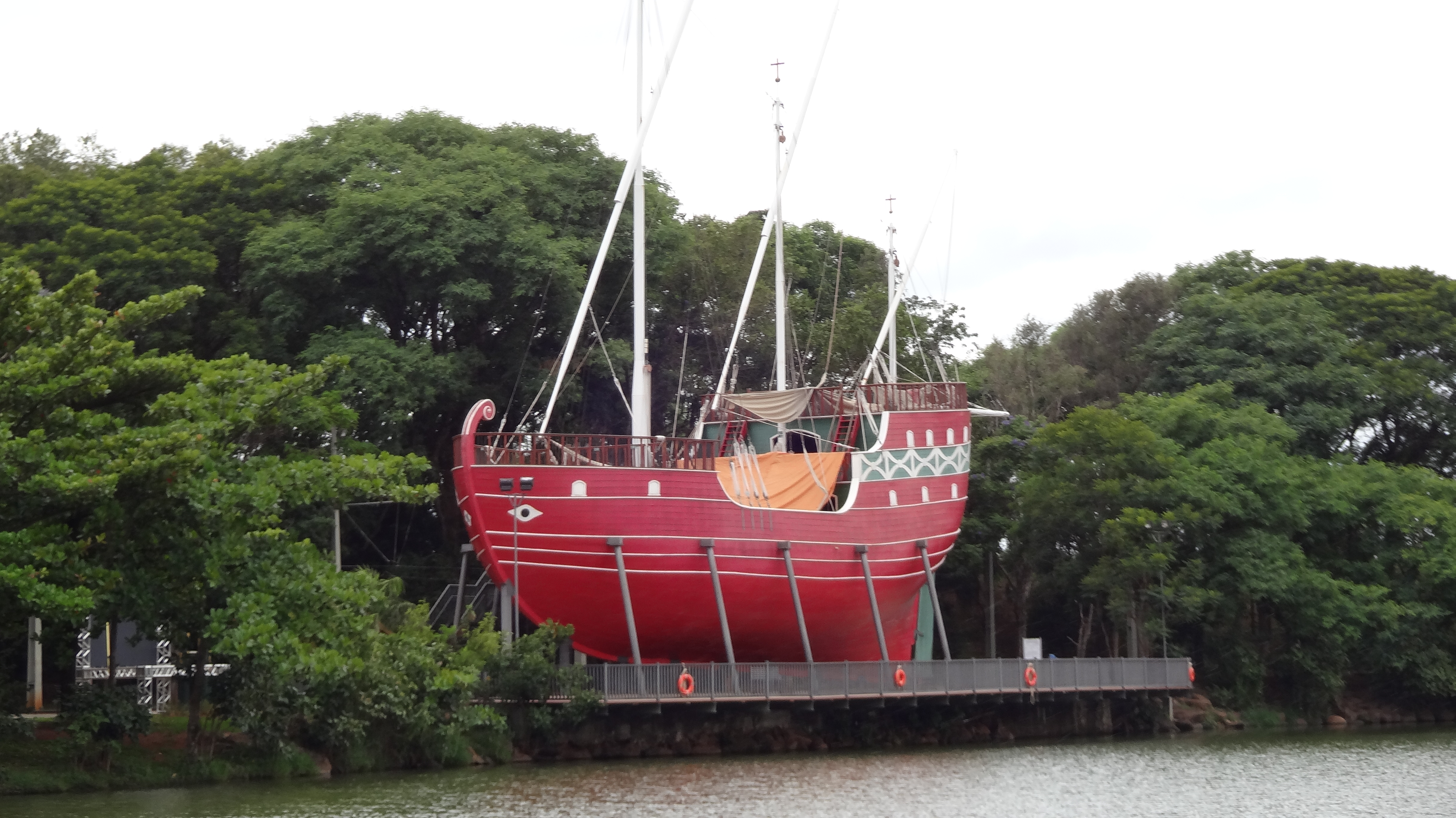
Réplica da caravela Anunciação de Pedro Álvares Cabral.
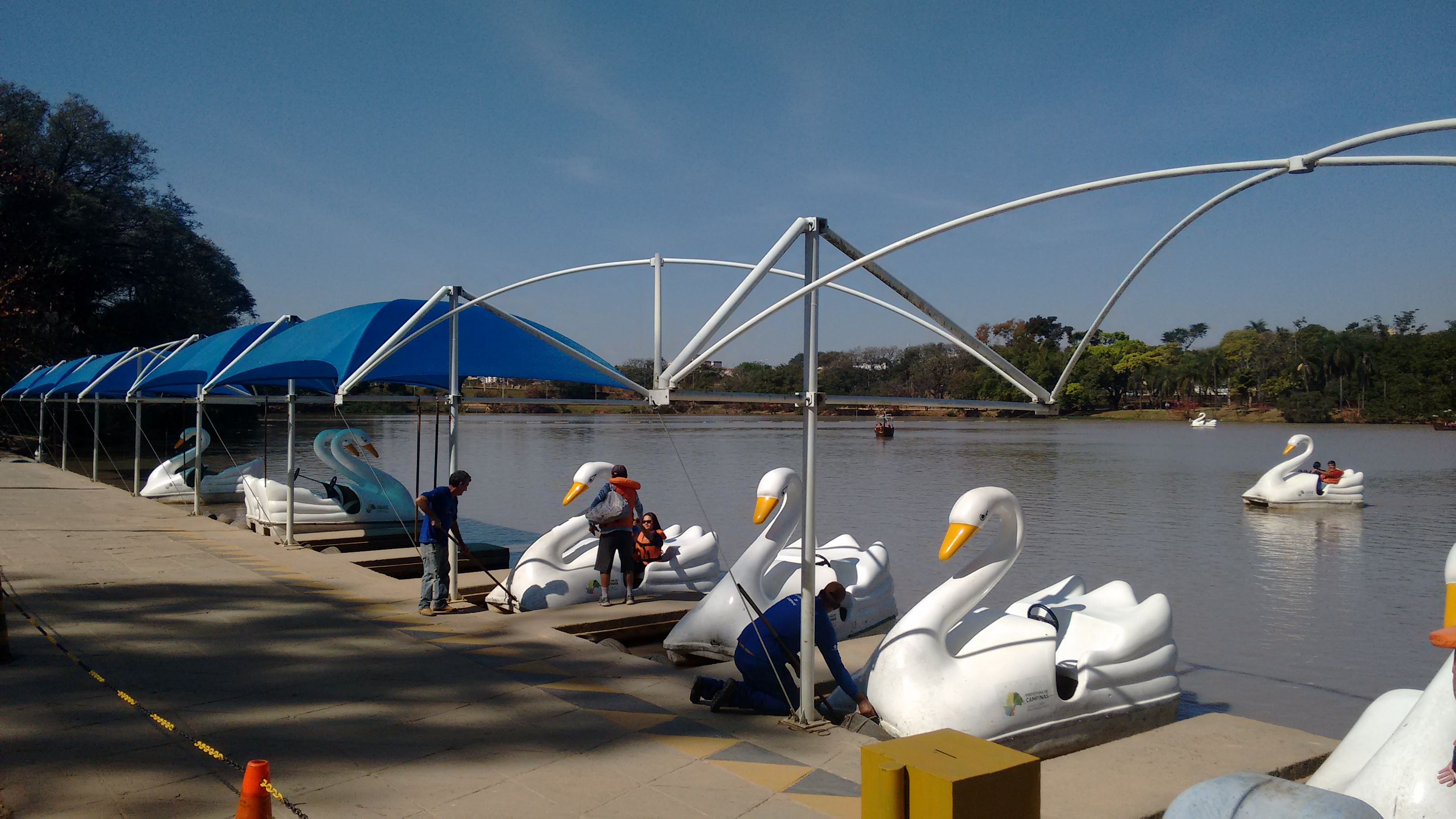
Pedalinhos dentro da lagoa do Taquaral.
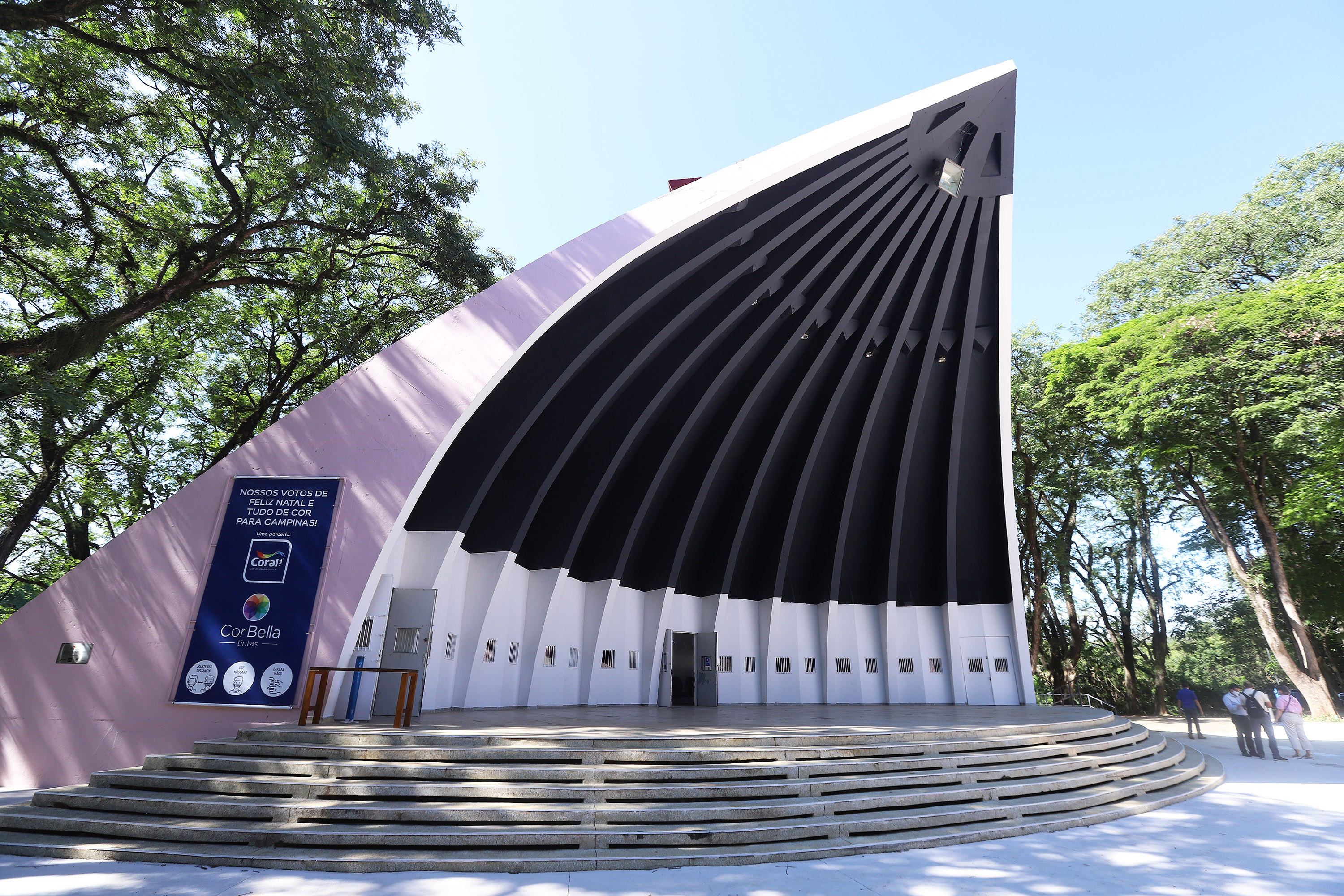
Concha acústica.
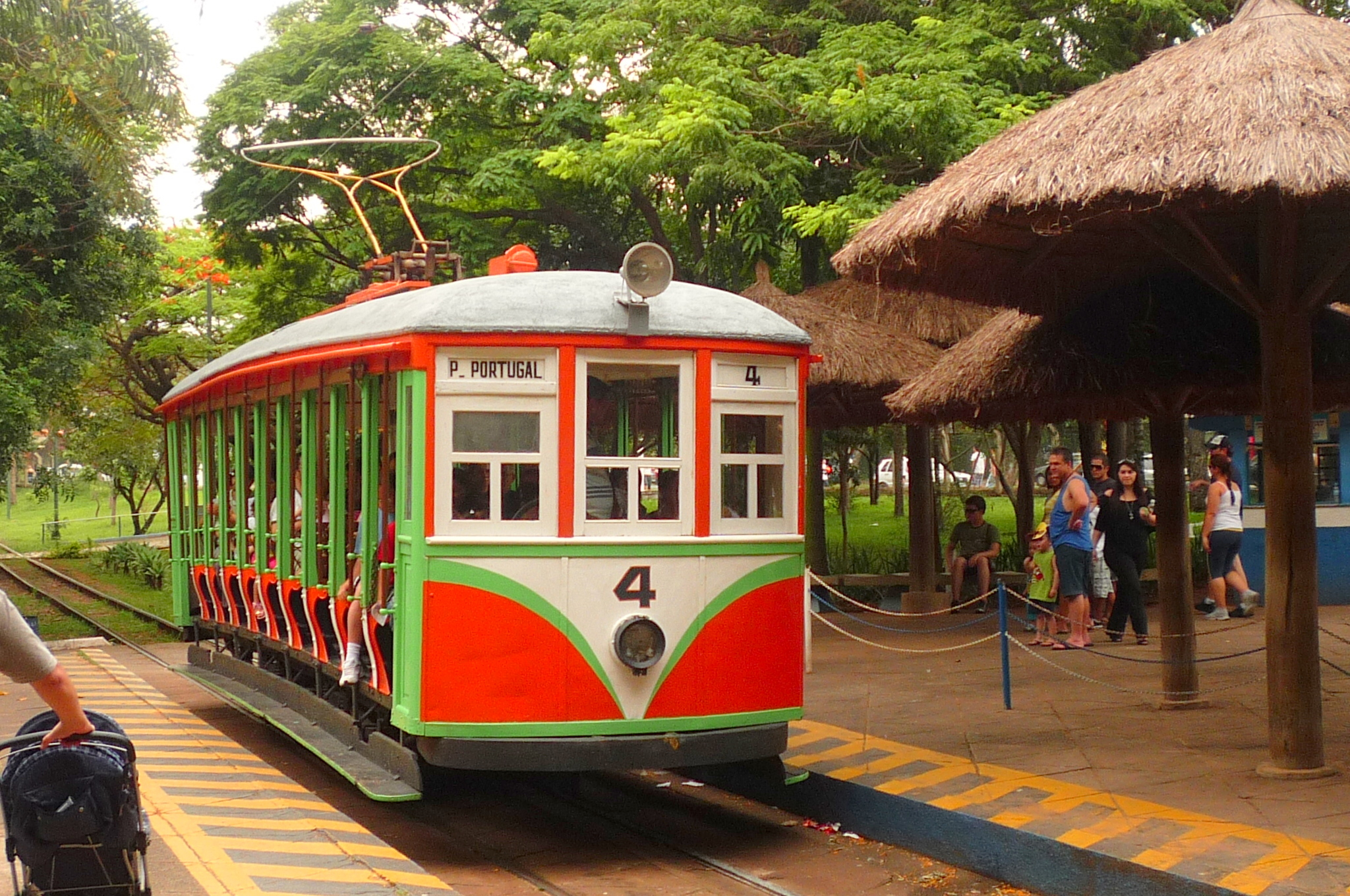
O bonde elétrico.
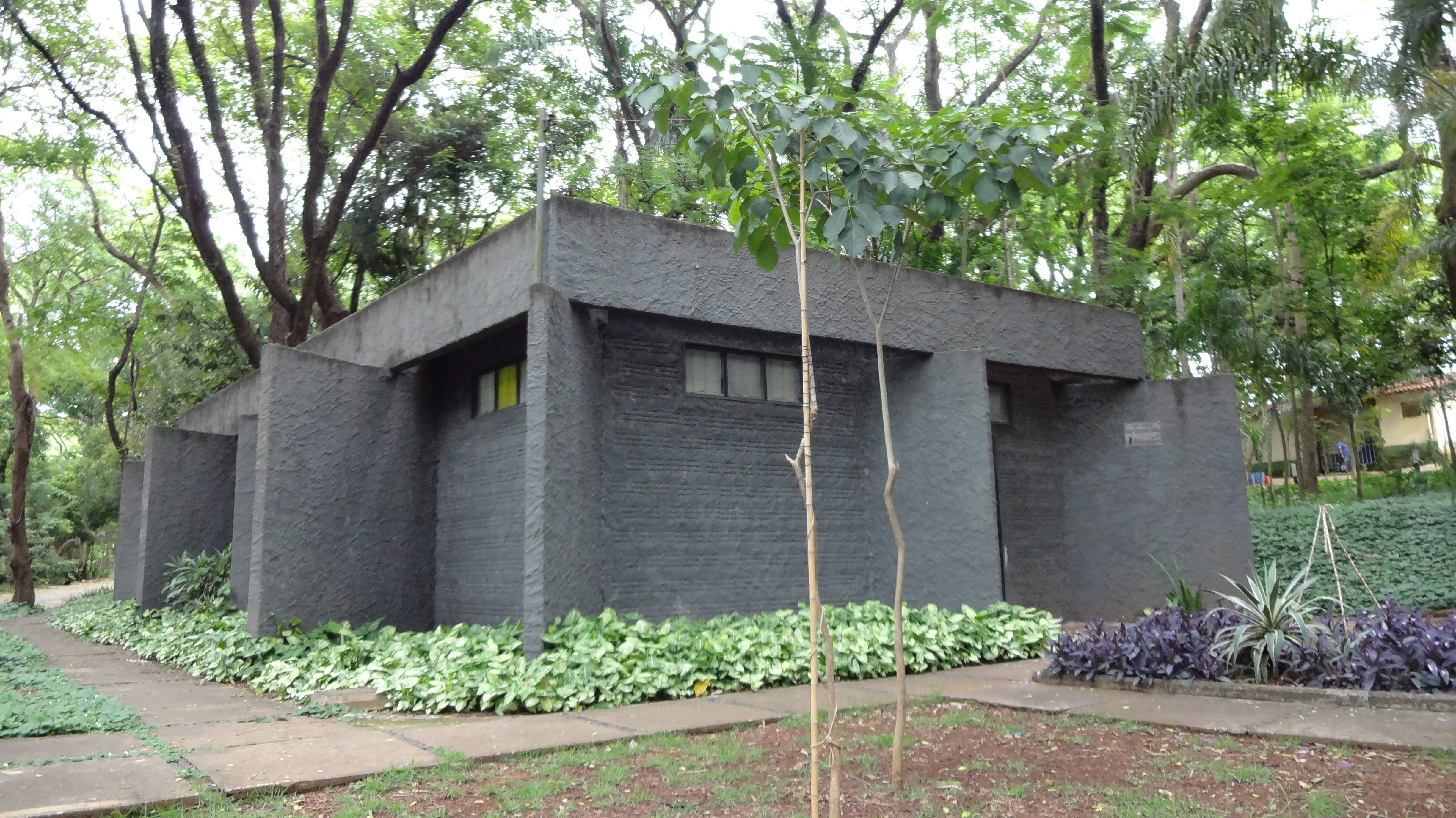
Biblioteca Guy-Christian Collet.
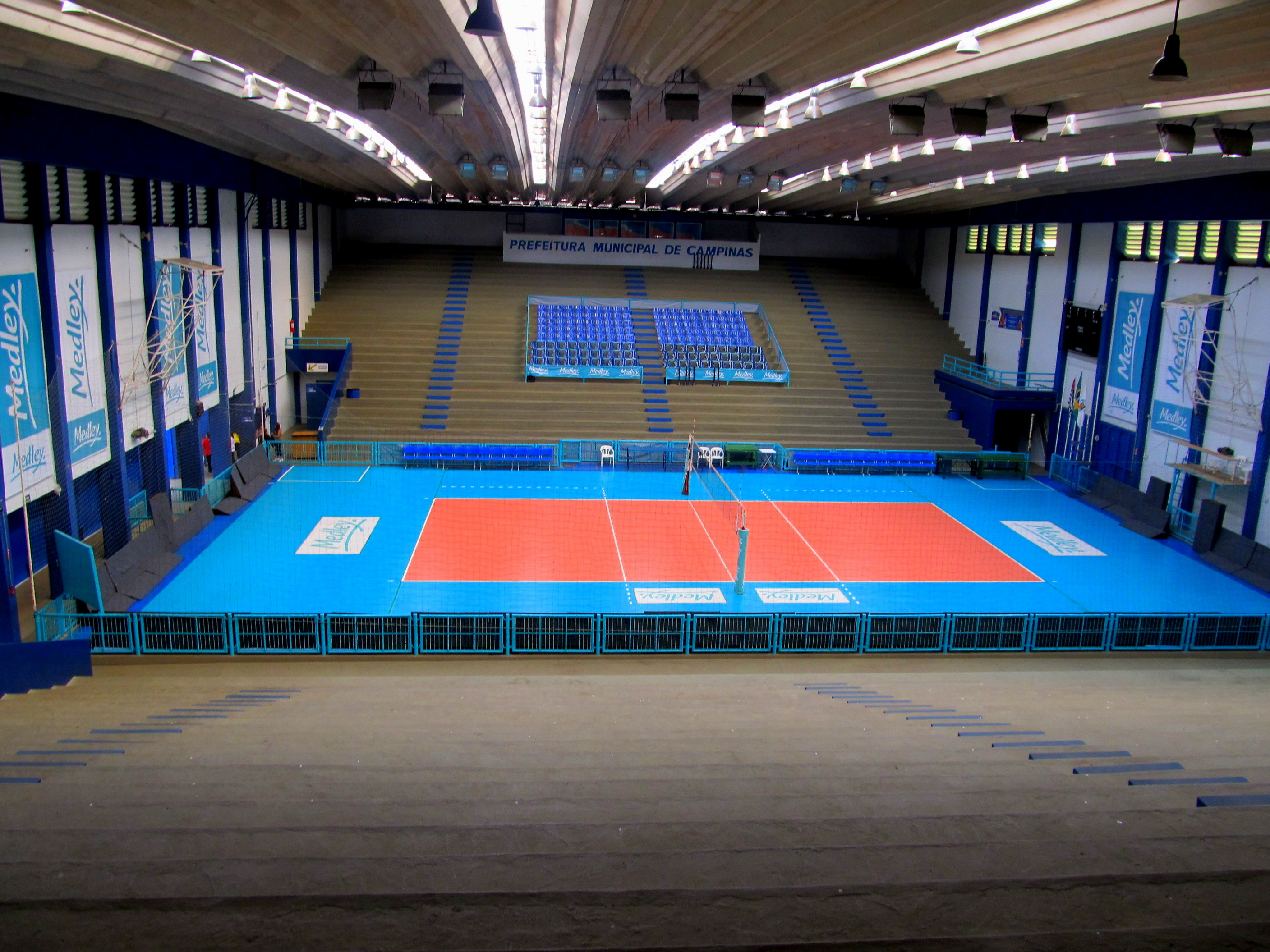
Interior do Ginásio do Taquaral.
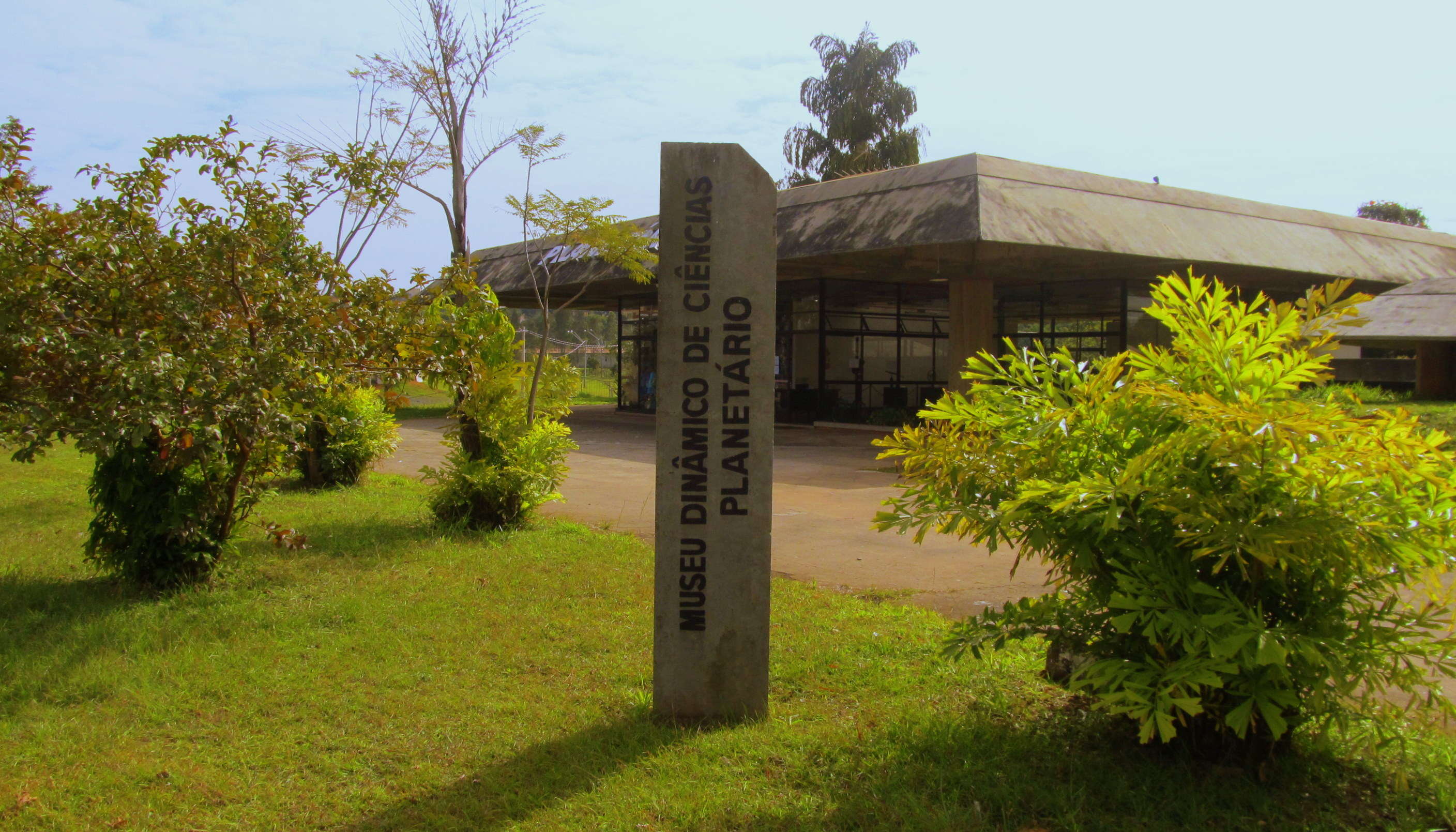
Museu Dinâmico de Ciências - Planetário de Campinas.
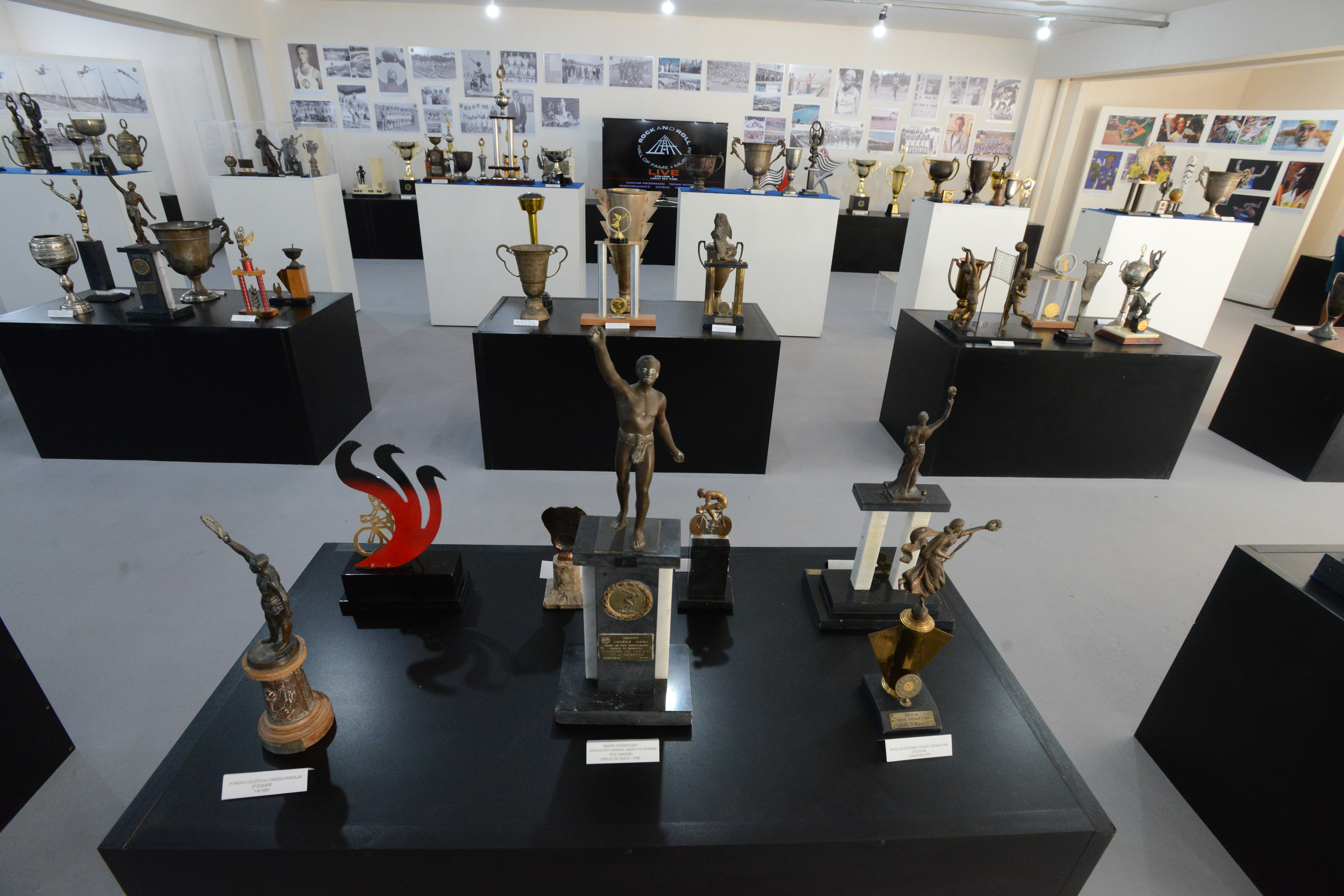
Museu dos Esportes José Roberto Xidieh Piantoni.
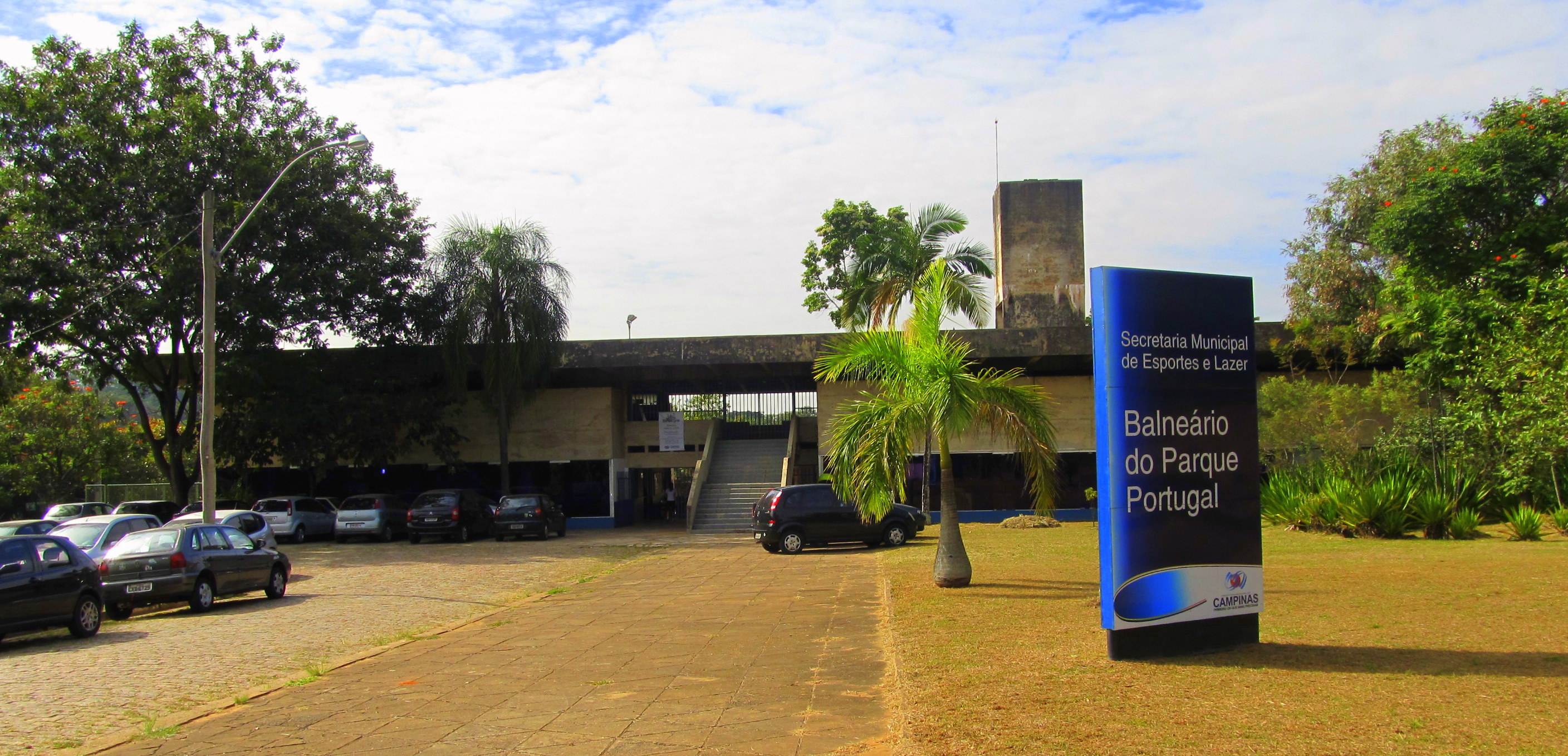
Entrada do Balneário do Parque Portugal.
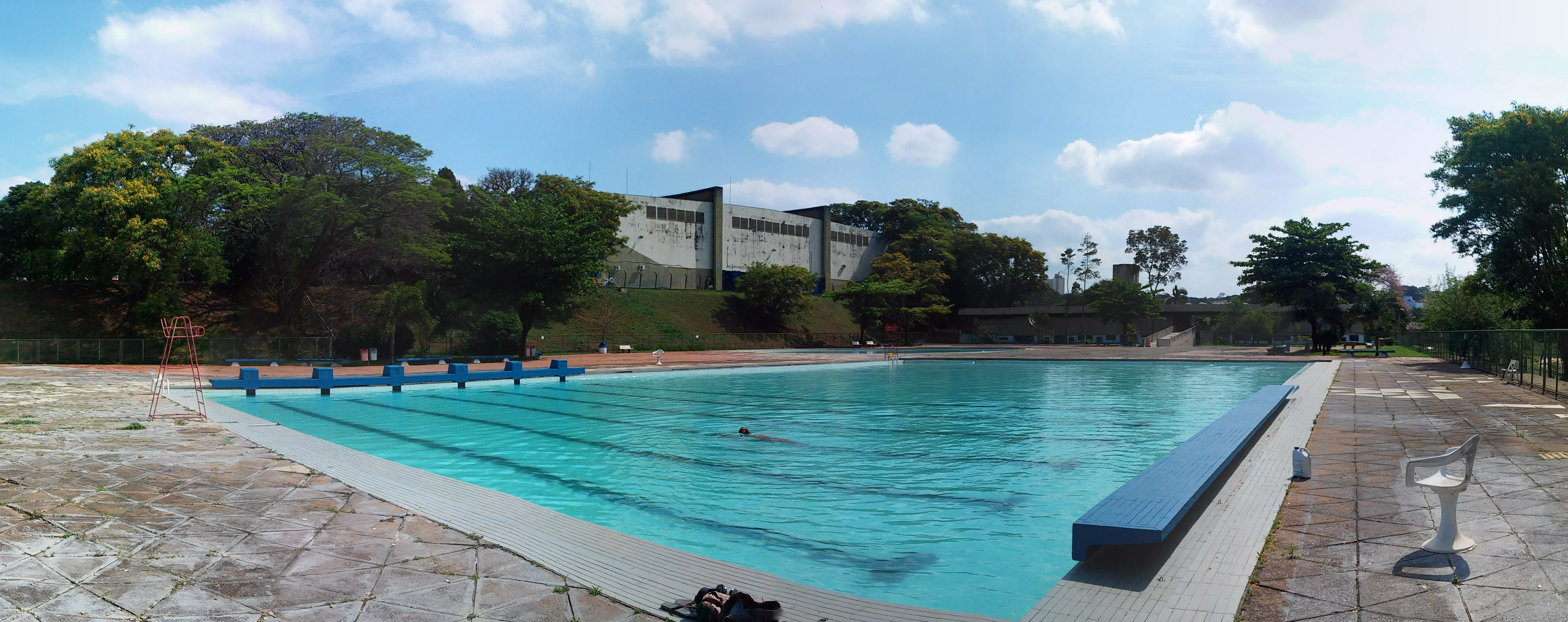
Piscinas do Balneário do Parque Portugal.

## Ligações Externas
- Site da com informações sobre o local - Prefeitura de Campinas